# Campeonato Africano Sub-17 de 2011
El Campeonato Sub-17 de la CAF de 2011 fue un torneo de fútbol para jugadores menores de 16 años. La fase final de este torneo se desarrolló en Ruanda entre el 4 de enero de 2011 a 22 de enero del 2011.
El torneo, organizado por la Confederación Africana de Fútbol, fue clasificatorio para la Copa Mundial de Fútbol Sub-17 de 2011 que se realizó en México; se entregaban cuatro cupos para el Mundial.
Esta competencia empezó con una ronda preliminar de 24 equipos de ida y vuelta. La primera ronda estaban los 12 equipos vencedores de la ronda preliminar más los 16 mejores equipos ubicados en la clasificación de la CAF, se enfrentaron en otra ronda de partidos de ida y vuelta. La segunda ronda consistió en partidos de ida y vuelta entre los 14 equipos vencedores de la ronda anterior.
La ronda final consistió en 2 grupos de 4 equipos, conformados de los 7 equipos vencedores de la segunda ronda más el anfitrión de la competencia, Ruanda. 
Participaron 40 equipos. No participaron Yibuti, Níger, Eritrea, Santo Tomé y Príncipe, República Centroafricana, Mauritania, Seychelles, Suazilandia, Botsuana, Libia, Cabo Verde, Burundi y Malaui.

## Fase preliminar
| Fecha               | Lugar       |                   |                                               | Resultado  |                                               |                   |
| ------------------- | ----------- | ----------------- | --------------------------------------------- | ---------- | --------------------------------------------- | ----------------- |
| 9 de abril de 2010  | Maseru      | Lesoto            | Bandera de Lesoto                             | 3:1 (1:0)  | Bandera de Somalia                            | Mozambique        |
| 23 de abril de 2010 | Maputo      | Mozambique        | Bandera de Mozambique                         | 0:2 (0:1)  | Bandera de Lesoto                             | Lesoto            |
| 9 de abril de 2010  | Kampala     | Uganda            | Bandera de Uganda                             | 2:0 (1:0)  | Bandera de Zambia                             | Zambia            |
| 23 de abril de 2010 | Lusaka      | Zambia            | Bandera de Zambia                             | 1:1 (1:1). | Bandera de Uganda                             | Uganda            |
| 9 de abril de 2010  | Moroni      | Comoras           | Bandera de Comoras                            | 1:3 (1:2)  | Bandera de Reunión                            | Reunión           |
| 23 de abril de 2010 | Saint Denis | Reunión           | Bandera de Reunión                            | 5:1 (2:0)  | Bandera de Comoras                            | Comoras           |
| 10 de abril de 2010 | Yibuti      | Somalia           | Bandera de Somalia                            | 3:1 (1:0)  | Bandera de Kenia                              | Kenia             |
| 24 de abril de 2010 | Nakuru      | Kenia             | Bandera de Kenia                              | 0:0        | Bandera de Somalia                            | Somalia           |
| 10 de abril de 2010 | Brazaville  | Congo             | Bandera de la República del Congo             | 1:0 (1:0)  | Bandera de Guinea Ecuatorial                  | Guinea Ecuatorial |
| 24 de abril de 2010 | Malabo      | Guinea Ecuatorial | Bandera de Guinea Ecuatorial                  | 0:3 (0:1)  | Bandera de la República del Congo             | Congo             |
| 10 de abril de 2010 | Monrovia    | Liberia           | Bandera de Liberia                            | 1:1 (0:1)  | Bandera de Senegal                            | Senegal           |
| 25 de abril de 2010 | Dakar       | Senegal           | Bandera de Senegal                            | 1:0 (0:0)  | Bandera de Liberia                            | Liberia           |
| 11 de abril de 2010 | Windhoek    | Namibia           | Bandera de Namibia                            | 0:3 (0:2)  | Bandera de Sudáfrica                          | Sudáfrica         |
| 25 de abril de 2010 | Kimberley   | Sudáfrica         | Bandera de Sudáfrica                          | 2:0 (0:0)  | Bandera de Namibia                            | Namibia           |
| 11 de abril de 2010 | Yamena      | Chad              | Bandera de Chad                               | 2:1 (1:1)  | Bandera de Gabón                              | Gabón             |
| 25 de abril de 2010 | Libreville  | Gabón             | Bandera de Gabón                              | 1:0 (1:0)  | Bandera de Chad                               | Chad              |
| 11 de abril de 2010 | Addis Abeba | Etiopía           | Bandera de Etiopía                            | 1:1 (1:0)  | Bandera de la República Democrática del Congo | R.D del Congo     |
| 25 de abril de 2010 | Kinshasa    | R.D del Congo     | Bandera de la República Democrática del Congo | 1:0 (1:0)  | Bandera de Etiopía                            | Etiopía           |

Observación:  Madagascar,  Guinea-Bisáu y  Tanzania abandonaron el torneo, clasificándose directamente a Primera Fase,  Mauricio,  Marruecos y  Sudán respectivamente.

## Primera fase
| Fecha                    | Lugar           |                 |                                               | Resultado |                                               |                 |
| ------------------------ | --------------- | --------------- | --------------------------------------------- | --------- | --------------------------------------------- | --------------- |
| 28 de agosto de 2010     | Saint Denis     | Reunión         | Bandera de Reunión                            | 3:0 (1:0) | Bandera de Angola                             | Angola          |
| 11 de septiembre de 2010 | Luanda          | Angola          | Bandera de Angola                             | 2:2 (1:0) | Bandera de Reunión                            | Reunión         |
| 28 de agosto de 2010     | Ciudad del Cabo | Sudáfrica       | Bandera de Sudáfrica                          | 4:2 (1:1) | Bandera de Burkina Faso                       | Burkina Faso    |
| 11 de septiembre de 2010 | Uagadugú        | Burkina Faso    | Bandera de Burkina Faso                       | 2:0 (0:0) | Bandera de Sudáfrica                          | Sudáfrica       |
| 28 de agosto de 2010     | Brazaville      | Congo           | Bandera de la República del Congo             | 2:0 (1:0) | Bandera de Nigeria                            | Nigeria         |
| 12 de septiembre de 2010 | Kaduna          | Nigeria         | Bandera de Nigeria                            | 1:1 (0:0) | Bandera de la República del Congo             | Congo           |
| 28 de agosto de 2010     | Dakar           | Senegal         | Bandera de Senegal                            | 3:0 (0:0) | Bandera de Guinea                             | Guinea          |
| 12 de septiembre de 2010 | Conakri         | Guinea          | Bandera de Guinea                             | 4:1 (2:1) | Bandera de Senegal                            | Senegal         |
| 28 de agosto de 2010     | Rabat           | Marruecos       | Bandera de Marruecos                          | 1:0 (0:0) | Bandera de Gambia                             | Gambia          |
| 11 de septiembre de 2010 | Banjul          | Gambia          | Bandera de Gambia                             | 3:1 (2:0) | Bandera de Marruecos                          | Marruecos       |
| 29 de agosto de 2010     | Libreville      | Gabón           | Bandera de Gabón                              | 2:1 (1:0) | Bandera de Argelia                            | Argelia         |
| 11 de septiembre de 2010 | Argel           | Argelia         | Bandera de Argelia                            | 0:0       | Bandera de Gabón                              | Gabón           |
| 29 de agosto de 2010     | Lusaka          | Zambia          | Bandera de Zambia                             | 2:1 (0:0) | Bandera de Ghana                              | Ghana           |
| 11 de septiembre de 2010 | Acra            | Ghana           | Bandera de Ghana                              | 2:0 (1:0) | Bandera de Zambia                             | Zambia          |
| 29 de agosto de 2010     | Maseru          | Lesoto          | Bandera de Lesoto                             | 0:3 (0:2) | Bandera de Camerún                            | Camerún         |
| 11 de septiembre de 2010 | Duala           | Camerún         | Bandera de Camerún                            | 4:2       | Bandera de Lesoto                             | Lesoto          |
| 29 de agosto de 2010     | Kinshasa        | R.D del Congo   | Bandera de la República Democrática del Congo | 1:4 (1:2) | Bandera de Malí                               | Malí            |
| 12 de septiembre de 2010 | Bamako          | Malí            | Bandera de Malí                               | 2:0 (2:0) | Bandera de la República Democrática del Congo | R.D del Congo   |
| 29 de agosto de 2010     | Cotonú          | Benín           | Bandera de Benín                              | 1:1 (1:0) | Bandera de Costa de Marfil                    | Costa de Marfil |
| 11 de septiembre de 2010 | Abiyán          | Costa de Marfil | Bandera de Costa de Marfil                    | 1:0 (0:0) | Bandera de Benín                              | Benín           |
| 29 de agosto de 2010     | Khartum         | Sudán           | Bandera de Sudán                              | 1:2 (0:1) | Bandera de Túnez                              | Túnez           |
| 12 de septiembre de 2010 | Túnez           | Túnez           | Bandera de Túnez                              | 4:2       | Bandera de Sudán                              | Sudán           |
| 6 de septiembre de 2010  | El Cairo.       | Somalia         | Bandera de Somalia                            | 0:3 (0:1) | Bandera de Egipto                             | Egipto          |
| 10 de septiembre de 2010 | Luxor           | Egipto          | Bandera de Egipto                             | 4:2       | Bandera de Somalia                            | Somalia         |

Observación:  Zimbabue y  Togo se retiraron de la competición, clasificando así directamente a segunda ronda  Mauricio y  Sierra Leona

### Segunda fase
| Fecha                   | Lugar       |                 |                                   | Resultado            |                                   |                 |
| ----------------------- | ----------- | --------------- | --------------------------------- | -------------------- | --------------------------------- | --------------- |
| 6 de noviembre de 2010  | Saint Denis | Reunión         | Bandera de Reunión                | 1:0 (1:0)            | Bandera de Burkina Faso           | Burkina Faso    |
| 21 de noviembre de 2010 | Uagadugú    | Burkina Faso    | Bandera de Burkina Faso           | 3:0 (2:0)            | Bandera de Reunión                | Reunión         |
| 6 de noviembre de 2010  | Acra        | Ghana           | Bandera de Ghana                  | 2:0 (1:0)            | Bandera de Senegal                | Senegal         |
| 21 de noviembre de 2010 | Dakar       | Senegal         | Bandera de Senegal                | 5:4                  | Bandera de Ghana                  | Ghana           |
| 6 de noviembre de 2010  | Túnez       | Túnez           | Bandera de Túnez                  | 3:2 (1:1)            | Bandera de Gambia                 | Gambia          |
| 21 de noviembre de 2010 | Banjul      | Gambia          | Bandera de Gambia                 | 1:0 (0:0)            | Bandera de Túnez                  | Túnez           |
| 6 de noviembre de 2010  | Libreville  | Gabón           | Bandera de Gabón                  | 2:0 (1:0)            | Bandera de la República del Congo | Congo           |
| 21 de noviembre de 2010 | Brazaville  | Congo           | Bandera de la República del Congo | 2:0 (0:0) (3:2 PEN.) | Bandera de Gabón                  | Gabón           |
| 6 de noviembre de 2010  | Freetown    | Sierra Leona    | Bandera de Sierra Leona           | 2:2                  | Bandera de Costa de Marfil        | Costa de Marfil |
| 21 de noviembre de 2010 | Abiyán      | Costa de Marfil | Bandera de Costa de Marfil        | 2:0 (2:0)            | Bandera de Sierra Leona           | Sierra Leona    |
| 6 de noviembre de 2010  | Yaundé      | Camerún         | Bandera de Camerún                | 0:1 (0:0)            | Bandera de Malí                   | Malí            |
| 21 de noviembre de 2010 | Bamako      | Malí            | Bandera de Malí                   | 3:0 (0:0)            | Bandera de Camerún                | Camerún         |

Observación:  Mauricio se retiró de la competición, clasificando así directamente a la ronda final  Egipto

## Equipos participantes la ronda final
| - Ruanda - Malí - Gambia - Congo | - Senegal - Egipto - Costa de Marfil - Burkina Faso |

### Primera fase

#### Grupo A
| Equipo       | Pts | PJ | PG | PE | PP | GF | GC | Dif |
| ------------ | --- | -- | -- | -- | -- | -- | -- | --- |
| Burkina Faso | 6   | 3  | 2  | 0  | 1  | 8  | 4  | +4  |
| Ruanda       | 6   | 3  | 2  | 0  | 1  | 3  | 2  | +1  |
| Senegal      | 3   | 3  | 1  | 0  | 2  | 4  | 5  | -1  |
| Egipto       | 3   | 3  | 1  | 0  | 2  | 2  | 6  | -4  |

| 8 de enero de 2011 | Ruanda                        | 2 – 1   | Burkina Faso  | Stade Amahoro, Kigali                  |                                        |
|                    | Usengimana 3' · Tibingana 46' | Reporte | Ouedraogo 55' | Árbitro(s): Helder Martins De Carvalho | Árbitro(s): Helder Martins De Carvalho |

| 8 de enero de 2011 | Senegal    | 1 – 2   | Egipto                      | Stade Amahoro, Kigali              |                                    |
|                    | Ndiaye 21' | Reporte | Abdelmonem 66' · Rashad 83' | Árbitro(s): Normandiez Desire Doue | Árbitro(s): Normandiez Desire Doue |

| 11 de enero de 2011 | Burkina Faso             | 3 – 2   | Senegal                  | Stade Régional Nyamirambo, Kigali |                             |
|                     | Sana 26' 29' · Zerbo 27' | Reporte | Nassalan 50' · Drame 53' | Árbitro(s): Kacem Bennaceur       | Árbitro(s): Kacem Bennaceur |

| 11 de enero de 2011 | Egipto | 0 – 1   | Ruanda        | Stade Régional Nyamirambo, Kigali |                            |
|                     |        | Reporte | Usengimana 9' | Árbitro(s): Solomon Wokoma        | Árbitro(s): Solomon Wokoma |

| 14 de enero de 2011 | Ruanda | 0 – 1   | Senegal   | Stade Amahoro, Kigali          |                                |
|                     |        | Reporte | Touré 85' | Árbitro(s): Bouchaïb El Ahrach | Árbitro(s): Bouchaïb El Ahrach |

| 14-1- 2011 | Burkina Faso                              | 4 – 0   | Egipto | Stade Régional Nyamirambo, Kigali |                              |
|            | Traoré 39' 74' · Sana 50' · Ouedraogo 65' | Reporte |        | Árbitro(s): Wellington Kaoma      | Árbitro(s): Wellington Kaoma |

#### Grupo B
| Equipo          | Pts | PJ | PG | PE | PP | GF | GC | Dif |
| --------------- | --- | -- | -- | -- | -- | -- | -- | --- |
| Congo           | 7   | 3  | 2  | 1  | 0  | 7  | 2  | +5  |
| Costa de Marfil | 7   | 3  | 2  | 1  | 0  | 8  | 4  | +4  |
| Gambia          | 3   | 3  | 1  | 0  | 2  | 7  | 3  | +4  |
| Malí            | 0   | 3  | 0  | 0  | 3  | 1  | 5  | -4  |

| 9 de enero de 2011 | Gambia | 0 – 3   | Congo                       | Umuganda Stadium, Gisenyi   |                             |
|                    |        | Reporte | Binguila 7' 50' · Epako 10' | Árbitro(s): Hundu Munyemana | Árbitro(s): Hundu Munyemana |

| 9 de enero de 2011 | Costa de Marfil             | 2 – 1   | Malí      | Umuganda Stadium, Gisenyi      |                                |
|                    | Diarrassouba 46' · Bedi 69' | Reporte | Keita 24' | Árbitro(s): Bouchaïb El Ahrach | Árbitro(s): Bouchaïb El Ahrach |

| 12 de enero de 2011 | Congo                 | 2 – 2   | Costa de Marfil | Umuganda Stadium, Gisenyi    |                              |
|                     | Sitou 27' · Epako 54' | Reporte | Bedi 57' 89'    | Árbitro(s): Wellington Kaoma | Árbitro(s): Wellington Kaoma |

| 12 de enero de 2011 | Malí | 0 – 1   | Gambia   | Umuganda Stadium, Gisenyi |                          |
|                     |      | Reporte | Sarr 35' | Árbitro(s): Néant Alioum  | Árbitro(s): Néant Alioum |

| 15 de enero de 2011 | Gambia   | 1 – 4   | Costa de Marfil                                      | Stade Régional Nyamirambo, Kigali      |                                        |
|                     | Sarr 70' | Reporte | Diarrassouba 12' · Kouassi 44' · Lago 61' · Bedi 74' | Árbitro(s): Helder Martins De Carvalho | Árbitro(s): Helder Martins De Carvalho |

| 15 de enero de 2011 | Congo                    | 2 – 1   | Malí       | Umuganda Stadium, Gisenyi   |                             |
|                     | Nkounkou 50' · Epako 56' | Reporte | Berthé 87' | Árbitro(s): Kacem Bennaceur | Árbitro(s): Kacem Bennaceur |

### Segunda fase

#### Semifinales
| 18 de enero de 2011 | Burkina Faso | 1 – 1 (4 - 2 p) | Congo     | Stade Amahoro, Kigali          |                                |
|                     | Traoré 53'   | Reporte         | Epako 33' | Árbitro(s): Bouchaïb El Ahrach | Árbitro(s): Bouchaïb El Ahrach |

| 19 de enero de 2011 | Costa de Marfil | 0 – 1   | Ruanda   | Stade Amahoro, Kigali    |                          |
|                     |                 | Reporte | Mico 72' | Árbitro(s): Néant Alioum | Árbitro(s): Néant Alioum |

### Tercer Lugar
| 21 de enero de 2011 | Congo                        | 2 – 1   | Costa de Marfil | Stade Régional Nyamirambo, Kigali |                              |
|                     | Lekandza 6' · Binguila 45+1' | Reporte | Kouakou 85'     | Árbitro(s): Wellington Kaoma      | Árbitro(s): Wellington Kaoma |

### Final
| 22 de enero de 2011 | Burkina Faso          | 2 – 1   | Ruanda        | Stade Amahoro, Kigali                  |                                        |
|                     | Sana 59' · Kaboré 72' | Reporte | Tibingana 67' | Árbitro(s): Helder Martins De Carvalho | Árbitro(s): Helder Martins De Carvalho |

## Campeón
| Bandera de Burkina Faso |
| Campeón Burkina Faso    |
| Primer título           |

## Clasificados a laCopa Mundial de Fútbol Sub-17 de 2011
| Costa de Marfil | Ruanda | Congo | Burkina Faso |
| --------------- | ------ | ----- | ------------ |